# St. Louis Stampede
Die St. Louis Stampede waren ein Arena-Football-Team aus St. Louis, Missouri, das in der Arena Football League (AFL) gespielt hat. Ihre Heimspiele trugen die Stampede im Kiel Center aus.

## Geschichte
Die Stampede wurden 1995 gegründet und nahmen den Spielbetrieb in der gleichen Saison auf. Das Franchise löste sich nach zwei Jahren auf, sicherlich auch aufgrund der einbrechenden Zuschauerzahlen im zweiten Jahr von mehr als 3.000 pro Spiel.

### Saison 1995–1996 (AFL)
In beiden operierenden Jahren erreichte man die Playoffs. Die Stampede fuhren im ersten Jahr 9 Siege zu 3 Niederlagen ein, scheiterten aber in der ersten Playoffrunde gegen die Albany Firebirds. Im Folgejahr schaffte man mit 8 Siegen zu 6 Niederlagen ebenfalls die Playoffs, scheiterten aber auch hier in der ersten Runde an den Iowa Barnstormers.

## Zuschauerentwicklung
| Jahr | Zuschauerdurchschnitt |
| ---- | --------------------- |
| 1995 | 10.869                |
| 1996 | 7.032                 |

Die meisten Zuschauer begrüßten die Stampede am 30. Juni 1995 gegen die Iowa Barnstormers mit 12.270 Zuschauern.

## Stadion
St. Louis spielte ihre Heimspiele im 1994 erbauten Kiel Center. Mittlerweile wurde die Arena in Scottrade Center umbenannt und beherbergt die St. Louis Blues aus der NHL.